# Internet Explorer 2
Microsoft Internet Explorer 2 (afgekort IE2) is een grafische webbrowser die in november 1995 werd uitgebracht door Microsoft voor Windows 95 en Windows NT. In april 1996 kwam de browser ook uit voor Apple Macintosh van Apple en voor Windows 3.1. Versie 2.0 ondersteunde onder andere cookies en nieuwsgroepen. Internet Explorer 2 wordt niet meer ondersteund door Microsoft.
IE2 werd in twaalf talen uitgegeven, maar dit werd later uitgebreid tot 24, 20 en 9 voor Windows 95, Windows 3.1 en Mac. In IE2 ontbraken nog een hoop functies die in nieuwe versies van de webbrowser als normaal werden beschouwd, zoals de blauwe 'e' als logo. IE2 had een marktaandeel van slechts 3% tot 9% in medio 1996, voordat Internet Explorer 3 uitkwam.

## Releasegeschiedenis
Die met gele achtergrond waren testversies.
| Versies  | Build       | Datum            | Vernieuwingen                                         | Ondersteuning                                                                              |
| -------- | ----------- | ---------------- | ----------------------------------------------------- | ------------------------------------------------------------------------------------------ |
| 2.0 bèta |             | oktober 1995     | Ondersteuning voor HTML-tabellen en andere elementen. |                                                                                            |
| 2.0      | 4.40.520    | 27 november 1995 | SSL, cookies, VRML en nieuwsgroepen.                  | Windows 3.1, Windows 95, Windows NT 3.1, Windows NT 3.5, Windows NT 3.51 en Windows NT 4.0 |
| 2.0      | 4.40.1381.1 | 31 juli 1996     | Bugfixrelease.                                        | Windows 3.1, Windows 95, Windows NT 3.1, Windows NT 3.5, Windows NT 3.51 en Windows NT 4.0 |
| 2.01     |             |                  | Bugfixrelease.                                        | Windows 3.1, Windows 95, Windows NT 3.1, Windows NT 3.5, Windows NT 3.51 en Windows NT 4.0 |
| 2.1      |             |                  | Ondersteuning voor frames en complexe tabellen.       | Windows 3.1, Windows NT 3.5, Windows NT 3.51 en Windows NT 4.0                             |
| 2.5      |             |                  | JavaScript-ondersteuning.                             | Windows 3.1, Windows NT 3.5, Windows NT 3.51 en Windows NT 4.0                             |